# Ladice
Ladice (allemand : Laditz, hongrois : Barslédec) est un village de Slovaquie situé dans la région de Nitra.

## Histoire
Première mention écrite du village en 1253.

## Démographie

### Évolution de la population
| Année:               | 1994. | 2004.   | 2014.   | 2024.   |
| -------------------- | ----- | ------- | ------- | ------- |
| Nombre de personnes: | 844   | 800     | 741     | 719     |
| Différence:          |       | -5,21 % | -7,37 % | -2,96 % |

| Année:               | 2023. | 2024.   |
| -------------------- | ----- | ------- |
| Nombre de personnes: | 732   | 719     |
| Différence:          |       | -1,77 % |